# Dlhé oko
Dlhé oko (polsky Długie Oko) je nepatrné a pravděpodobně nestálé pleso v horní části Dlhej kotliny ve Veľké Studené dolině. Leží trochu na západ od Dlouhého plesa ve Vysokých Tatrách. Nemá žádný turistický význam. Jeho název je odvozen od blízkého Dlouhého plesa. Toto bezejmenné pleso uvádějí v polské Velké tatranské encyklopedii autoři Zofia Radwańska-Paryski, Witold Henryk Paryski.

## Galerie

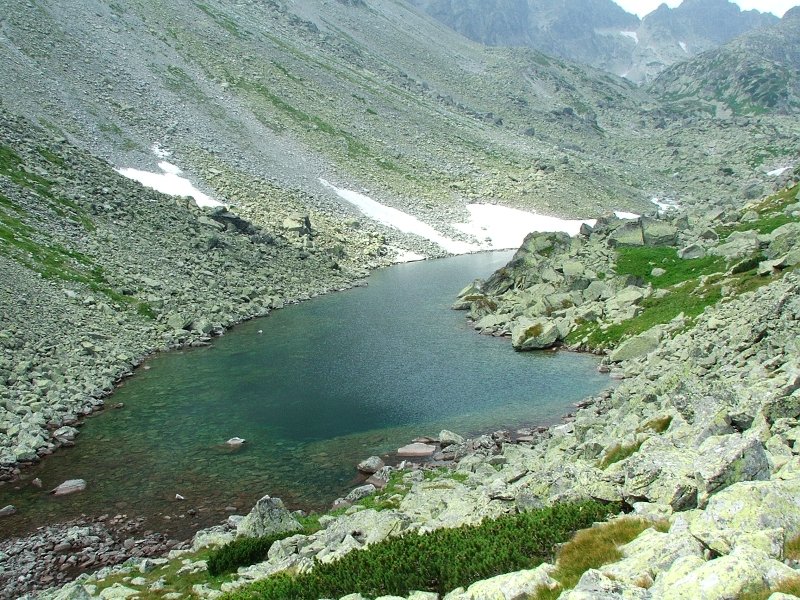
Dlhé pleso, za ním je Dlhé oko
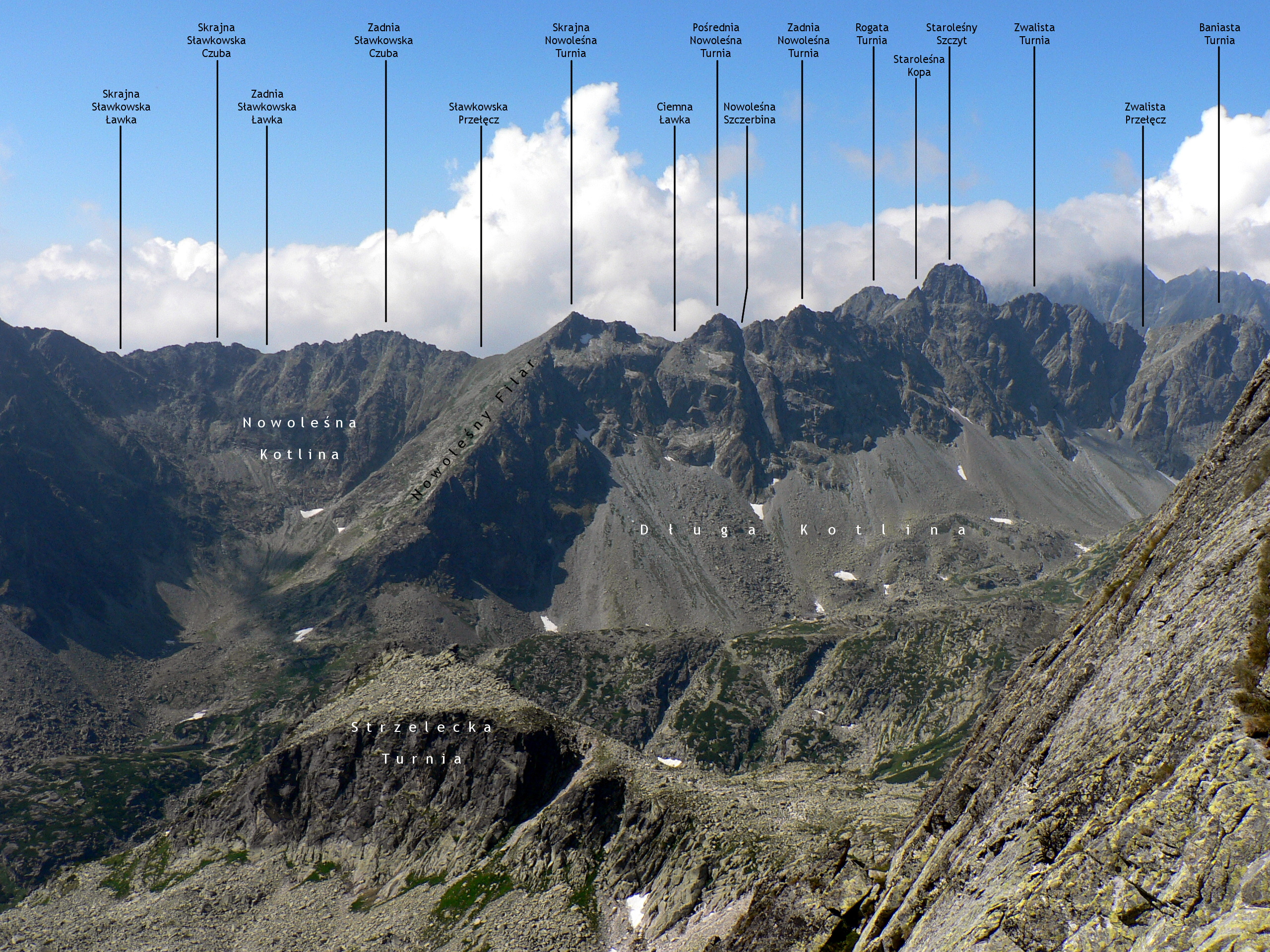
Veľká Studená dolina